# Benzin (Lied)
Benzin ist ein Lied der deutschen Metal-Band Rammstein. Es ist die erste Single des Albums Rosenrot und wurde am 7. Oktober 2005 veröffentlicht. Bereits am 23. Juni 2005 wurde der Song in der Berliner Wuhlheide zum ersten Mal gespielt.
Der Text zum Lied entstand Oliver Riedel und Christian Lorenz zufolge auf Wunsch von Rhythmusgitarrist Paul Landers. Dieser habe Sänger und Texter Till Lindemann im Jahr 1999 vorgeschlagen, einen Song über Benzin zu schreiben, da er das Wort  mochte. Zuvor hatte Lindemann seine Bandkollegen aufgefordert, Textvorschläge zu machen, damit nicht die gesamte Verantwortung für die Rammstein-Lyrics bei ihm liege.

## Titelliste der Single
1. Benzin – 3:48
2. Benzin (Combustion Remix by Meshuggah) – 5:06
3. Benzin (Smallstars Remix by Ad Rock) – 3:44
4. Benzin (Kerosinii Remix by Apocalyptica) – 3:49

- Auch als 2-Track-CD mit Benzin und Benzin (Combustion Remix by Meshuggah) erschienen.

## Musikvideo
Das Video wurde am 16. September 2005 veröffentlicht. Die dreitägigen Dreharbeiten fanden Mitte August 2005 unter der Regie von Uwe Flade statt. Teile wurden in der denkmalgeschützten Feuerwache Schillerpark in Berlin-Wedding gedreht.
Das Video zeigt fünf Bandmitglieder als heruntergekommene und chaotische Feuerwehrmänner, die mehr Schaden verursachen als Nutzen bringen. In computeranimierten Video-Sequenzen fahren diese in einem zwei Stockwerke hohen Feuerwehrauto, welches an einen in der DDR produzierten W50 angelehnt ist, zu einem Einsatz und demolieren dabei alles, was ihnen in den Weg kommt. Am Ziel angekommen sehen sie Bandkollege Flake, der auf einem Hochhaus steht und kurz davor ist zu springen. Um ihn zu retten, wird ein Sprungtuch gespannt, welches nach dem Absprung von Flake in der letzten Szene des Videos jedoch reißt.
Flake war während des Videodrehs krank und wurde daher gedoubelt. Bei dem Hochhaus im Video handelt es sich um Die Pyramide in Berlin.

## Liveauftritt
Auf Konzerten seit 2009 inszenierten Rammstein während der Live-Aufführung des Songs eine Showeinlage, bei der ein als Fan verkleideter Stuntman auf die Bühne klettert und von Sänger Till Lindemann mit einem Flammenwerfer, der aus der Zapfpistole einer Tanksäule kommt, angezündet wird.

## Chartplatzierungen
| ChartsChartplatzierungen     | Höchstplatzierung | Wochen |
| ---------------------------- | ----------------- | ------ |
| Deutschland (GfK)            | 6 (9 Wo.)         | 9      |
| Österreich (Ö3)              | 11 (14 Wo.)       | 14     |
| Schweiz (IFPI)               | 15 (13 Wo.)       | 13     |
| Vereinigtes Königreich (OCC) | 58 (1 Wo.)        | 1      |